# Австралия (стадион)
Стадио́н «Австра́лия» (англ. Stadium Australia), также известен как ANZ Stadium — многоцелевой стадион, расположенный в Сиднее, Австралия. Построен в 1996 году, как главная арена XXVII летних Олимпийских игр. В настоящий момент вмещает 83 500 зрителей, на момент окончания постройки вмещал 110 000 зрителей и являлся самым вместительным стадионом Австралии. В 2003 году над стадионом была возведена раздвижная конструкция крыши, введение данного технического решения сократило количество посадочных мест до 83 500 при прямоугольном расположении трибун и 81 500 при овальном расположении. Абсолютный зрительский рекорд был установлен 1 октября 2000 года — церемонию закрытия летних Олимпийских игр посетило 114 714 человек. Максимально число зрителей на спортивном мероприятии было зафиксировано 23 сентября 2000 года, в первый день легкоатлетического Олимпийского турнира на стадионе собралось 112 524 человека. В 2002 году в связи с финансовыми проблемами, связанными с содержанием стадиона, администрация арены подписала спонсорский контракт с компанией Telstra, после чего арена стала именоваться Telstra Stadium, в 2007 году был заключён новый контракт с компанией ANZ Bank, таким образом, до 2015 года стадион будет носить название ANZ Stadium. В 2003 году стадион стал местом проведения финального поединка Чемпионата мира по регби, в котором сборная Англии в дополнительное время переиграла Австралийцев со счётом 20-17. Довольно часто стадион является местом проведения домашних матчей национальных сборных Австралии по крикету, регби и футболу, нередко используется как концертная площадка. Помимо этого, на постоянной основе является домашней ареной двух регбийных, одного крикетного и одного футбольного (австралийский футбол) клубов.